# Johns
Johns (estilitzt com a johns) és una pel·lícula dramàtica nord-americana de 1996 escrita i dirigida per Scott Silver i protagonitzada per David Arquette i Lukas Haas, que interpreten prostituts que treballen a Santa Monica Boulevard.

## Argument
És la nit de Nadal i en John (David Arquette) està adormit en un parc de Los Angeles. Es desperta mentre algú li està robant les sabates, en les quals guarda els seus diners. Persegueix el lladre però no el pot atrapar. En John està enfadat no només perquè aquestes són les seves sabatilles esportives "afortunats", sinó perquè està intentant acumular prou diners per passar una nit en un hotel elegant per celebrar el seu aniversari, que també és Nadal. Cada vegada que John reuneix diners, mitjançant la prostitució o el robatori de clients, se li prenen per robatori o com a compensació per un tracte de drogues on va estafar el traficant.
Mentrestant, Donner (Lukas Haas), un company que és nou al carrer i que s'ha enamorat de John, intenta convèncer en John perquè l'acompanyi a Branson (Missouri). Donner té un familiar que hi dirigeix un parc temàtic i que els pot aconseguir feina. John inicialment es resisteix a la idea, però, després d'algunes experiències especialment dolentes, accepta anar-hi.
John i Donner tenen prou diners per a dos bitllets d'autobús a Branson, però John té una darrera "cita" per guanyar diners per a les despeses. Després de la seva trobada sexual en un motel, però, la "cita" de John està penedida per haver superat l'acte. Li insisteix en John que no és gai. En John somriu i diu que ell tampoc. Però la seva "cita" creu que John s'està burlant d'ell i es torna violent, colpejant John fins a la mort sense pietat.
Donner va a la recerca de John i el troba al motel. Donner arrossega el cos sense vida d'en John des del bany fins al llit i confessa amb llàgrimes que va ser ell qui li va robar les sabatilles esportives i els diners en un intent desesperat de persuadir en John de marxar de la ciutat amb ell.

## Repartiment
- David Arquette com a John
- Lukas Haas com a Donner
- Wilson Cruz com a Mikey
- Keith David com a Homeless John
- Christopher Gartin com a Eli
- Elliott Gould com a Manny Gold
- Terrence Dashon Howard com Jimmy, The Warlock
- Nicky Katt com a "Mix"
- Richard Kind com a Paul Truman
- John C. McGinley com a Danny Cohen
- Richard Timothy Jones com el Sr. Popper
- Alanna Ubach com a Nikki
- Arliss Howard com a John Cardoza
- Nina Siemaszko com a Tiffany, la prostituta
- Craig Bierko com a predicador de ràdio de Nadal

## Premis i nominacions
- Festival Internacional de Cinema de Sant Sebastià 1996 Millor director novell - Scott Silver (1996)[2]
- XVII edició de la Mostra de València: Premi del Públic.[3]

## Lançament en DVD
Johns es va publicar al DVD de la Regió 1 el 29 de febrer de 2000.